# 油阪駅
油阪駅（あぶらさかえき）は、奈良県奈良市にあった近畿日本鉄道（近鉄）奈良線の駅（廃駅）である。線路の地下化に伴い廃止された。
なお廃止に伴い、線路が地下に進入する手前に新大宮駅が設置されている。また第二次世界大戦終了直後の一時期に「キャンプ・カー駅」が大和西大寺 - 油阪間に設置されていた時期もあった。

## 概要
ホームは国鉄線を越える築堤上にあり、2面2線の配線を持っていた。駅舎はコンクリート製の小さなものであった。ここから先、（現）近鉄奈良駅方面では今辻子交差点で地上に降り、大宮通り（現・東行車線）上を併用軌道で進んでいた。南に国鉄奈良駅が近く、乗り換えも容易だった。北側に駅前商店街として、船橋通り商店街が伸びる。また、奈良交通本社も近く、地下化以前には当駅前始発の同社バスが多数設定されていた。普通列車のほか、急行列車・準急列車も停車していた（特急列車は通過、快速急行は当時未設定。また当時の急行は石切以東各駅に停車）。

## 歴史
- 1914年（大正3年）7月8日：大阪電気軌道奈良駅移転時に奈良駅前駅として開業[1]。
- 1922年（大正11年）：油阪駅に改称[2]。
- 1969年（昭和44年）12月9日：近鉄奈良線新大宮駅 - 近畿日本奈良駅（現・近鉄奈良駅）間の地下化に伴い廃止。同日、現在の新大宮駅が開業。

## 駅構造
相対式ホーム2面2線を有する駅であり、駅舎を併設していた。

## 廃止後の状況
国鉄線を越えていた場所には大宮通り（国道369号）の高架橋（大宮跨線橋）が建設され、電車に代わり車が多数通行していた。地下切替と同時に道路拡幅が行われたが、主に道路南側に向けて行われたため、道路北側には当時の面影を多く残している。駅前商店街は接続駅を失ってしまった事から往時のにぎわいは見られず、静かな石畳の道が続いている。駅のあった場所付近に、奈良交通のバス停、油阪船橋商店街前があり、多数のバスが発着している。奈良県立大学が近い。
その後、JR奈良駅高架化工事に伴い、2005年から高架橋の撤去工事が行われ、2007年1月に車両通行は仮橋に移り、高架の完成に伴って2008年6月に撤去された。結果、時代の変化により、元々一部高架だった近鉄線は地下化、対してJR線は高架化と逆転状態になっている（周辺道路は高架橋の撤去により平面交差へ）。
2020年7月16日、奈良県の荒井正吾知事によると、奈良県・奈良市・近畿日本鉄道の3者は、世界遺産の平城宮跡を横切る近鉄奈良線移設に向けて協議に入ることで合意。奈良県側は、移設区間に朱雀大路駅（新設・仮称）、新大宮駅（現在の駅を移転）、油阪駅（復活・仮称）の3駅の設置を近鉄に提案し、実現すれば、事実上復活する事になっていた。
だが、2023年4月9日に行われた奈良県知事選挙で荒井らを破り当選した山下真知事は、「事業の必要性や費用対効果の検討が十分なされていない」として一連の地下化、移設事業を凍結する方針を表明。これにより当駅の復活方針は白紙に戻ることとなった。

## 隣の駅
近畿日本鉄道
奈良線（奈良市内旧地上線）
大和西大寺駅 - 油阪駅 - 近畿日本奈良駅
- 1951年までは大和西大寺駅との間にキャンプ・カー駅が存在した。